# August Lucae

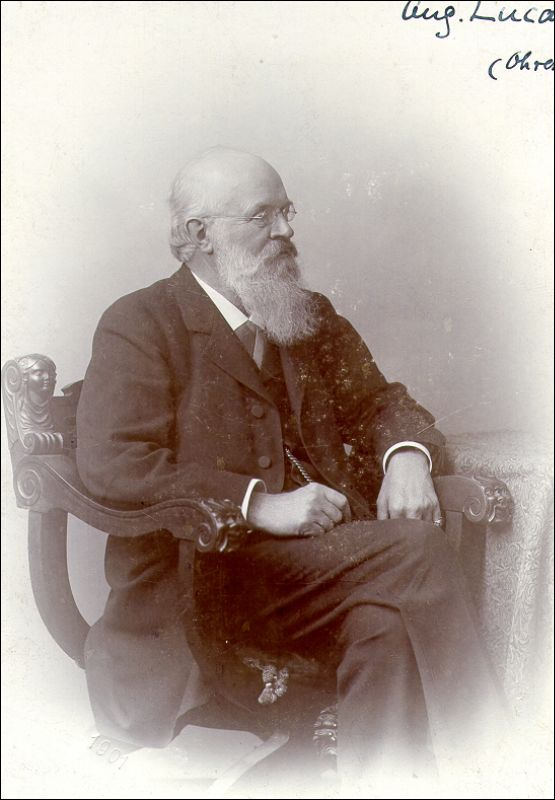
August Lucae.

Johann Konstantin August Lucae, född 24 augusti 1835 i Berlin, död 17 mars 1911, var en tysk öronläkare. Han var bror till Richard Lucae.
Lucae blev 1866 docent och 1871 extra ordinarie professor vid Berlins universitet. På hans initiativ inrättades vid universitetet 1874 en poliklinik och 1881 en fast klinik för öronsjukdomar, för vilken han blev chef. Utöver nedanstående skrifter publicerade han en mängd uppsatser i medicinska tidskrifter.